# 2004 en tennis
| Années du tennis : 2001 - 2002 - 2003 - 2004 - 2005 - 2006 - 2007    |
| Décennies du tennis : 1970 - 1980 - 1990 - 2000 - 2010 - 2020 - 2030 |

Cet article résume les faits marquants de l'année 2004 dans le monde du tennis.

## Décès
- 14 janvier : Eric Sturgess, 83 ans, joueur sud-africain
- 16 mars : Elwood Cooke, 90 ans, joueur américain, finaliste à Wimbledon en 1939